# Carol Zardetto
Carol Zardetto (Ciudad de Guatemala, 1959) es una abogada, escritora y diplomática guatemalteca, perteneciente a la generación de literatos que vivió a través de los 36 años de conflicto armado en ese país.

## Biografía
Zardetto, que estudió leyes, ha ejercido como abogada y ha ocupado cargos públicos entre los que destacan, durante la presidencia de Álvaro Arzú, el de viceministra de Educación (1996) y el de cónsul en Vancouver, Canadá (1997-2000). Fue coautora de la columna de crítica del teatro «Butaca de dos» en el periódico Siglo 21 y desde 2007 es columnista de elPeriódico. Su primera novela, Con pasión absoluta, obtuvo el Premio Centroamericano de Novela Mario Monteforte Toledo en 2004. A este libro le siguió en 2009 el de relatos El discurso del loco. Cuentos del tarot y en 2016 lanzó su segunda novela, La ciudad de los minotauros.   
Ha escrito guiones para varios documentales y su cortometraje La flor del café fue nominado a mejor corto documental en el Festival Ícaro de Cine en 2010. Al año siguiente redactó el libreto para la ópera guatemalteca Tatuana, con música de Paulo Alvarado, basada en la leyenda guatemalteca homónima; en 2013, con la ópera aún sin estrenar, Zardetto dijo en una entrevista que planeaba escribir una novela con el mismo título que haría "una indagación más profunda de la condición de la mujer durante la Colonia de Guatemala". Ha escrito ensayos en diversas revistas y sus cuentos han sido seleccionados en varias antologías.

## Obras
- Con pasión absoluta, novela, F & G Editores, Guatemala, 2005
- El discurso del loco: cuentos del Tarot, edición ilustrada, F & G, Guatemala, 2009. ISBN 999399510X, ISBN 9789993995104
- La ciudad de los minotauros, novela, Alfaguara, 2016. ISBN 6073144563, ISBN 9786073144568
- Cuando los Rolling Stones llegaron a la Habana, novela, Alfaguara, 2019